# 이광환
이광환(李廣煥, 1948년 3월 8일 ~ 2025년 7월 2일)은 전 KBO 리그 OB 베어스, LG 트윈스, 한화 이글스, 우리 히어로즈의 감독이다.

## 선수 시절
중앙고등학교와 고려대학교를 졸업했다. 중앙고등학교 시절이었던 1965년에는 이영민 타격상을 수상하였으며 고려대학교를 졸업한 이후 실업 팀 한일은행과 육군에서 활동한 뒤 선수 생활을 마쳤다.

## 지도자 경력
1977년부터 1980년까지 모교인 중앙고등학교에서 감독으로 활동했고, 1982년 OB 베어스의 창단 타격 코치로 영입되어 프로 지도자에 데뷔했다. 중간에 잠시 세이부 라이온스와 세인트루이스 카디널스로 코치 연수를 다녀온 후 1988년 OB의 감독을 맡아 프로 감독 생활을 시작했다. OB의 감독을 맡은 뒤 선수들 개개인에 개성과 책임감을 믿고 맡기는 '자율 야구'의 기치를 들었음에도  전임감독에게 젖은 고참선수들을 효과적으로 통솔하지 못한 데다  장래를 위해 2∼3년생을 주축으로 한 유망주들을 대거 기용하자 은퇴를 앞둔 고참선수들이 불안을 느끼기 시작하여   팀워크에 틈새가 생겨  한 시즌 반 동안 69승 93패 4무라는 저조한 성적을 올린 끝에 1990년 6월 20일에 해임되었지만, 1991년에 물러난 백인천 감독의 뒤를 이어 그 해 10월에 LG 트윈스의 감독을 맡았는데 이에 앞서 1989년부터 MBC TV 야구 해설위원을 역임했던 박영길 전 삼성 감독이 1991년 태평양 감독으로 부임하자 후임 물망에 거론됐으나 이런저런 사정으로 좌절됐고 박영길 후임으로는 허구연이 복귀했는데 본인(이광환)이 1991년  시즌 후 LG 감독으로 부임하자 수석코치 영입 물망에 거론됐지만 이런저런 사정 때문에 좌절됐다. LG 트윈스에서 그는 전임 감독의 관리 야구와 대비되는 자율 야구를 선보이며 1994년 한국시리즈 우승으로 이끌었다.
1996년 3루수 송구홍의 2루수 전업을 놓고 천보성 수석코치와 갈등을 빚은 것과 함께 최하위로 처진 팀 성적이 화근이 되어 시즌 중이었던 7월 24일에 해임되었다. 2001년에 한화 이글스의 감독으로 선임되어 재기를 노리며 2001년 준 플레이오프에 진출하였으나, 이듬해 저조한 성적에 시달리며 2002년에 해임되었는데 이에 앞서 1997년 시즌 후 삼성 라이온즈 감독 물망에 한때 거론됐지만 고교 때부터 서울로 이주해 선수단 장악력이 문제가 될 것이라는 부정적인 판단 탓인지 무산됐다.
2003년 LG 트윈스의 감독으로 복귀하였으나 정규 시즌 6위의 성적으로 부진하여 사임했고, 남은 계약 기간을 감안해  자진하여 2군 감독으로 내려갔다가 2005년 시즌 후 재계약에 실패하여 다시 LG 트윈스를 떠났다. 이후에는 KBO의 기술 위원을 역임했다. 2008년 현대 유니콘스 선수단을 인수하여 창단한 신생 팀 우리 히어로즈의 감독으로 현장에 복귀하면서 어려운 팀 상황에서도 성공적으로 리빌딩을 달성한다. 그의 수제자로 유명한 선수는 대한민국 대표 유격수 강정호.
지도자 생활을 하는 한편에서는 제주특별자치도 서귀포시에 자신의 사재를 털어 야구 박물관을 건립하기도 했고, 리틀 야구와 티볼 육성에 노력하기도 했다.
히어로즈에서 물러난 이후에는 프로 현장을 떠나 야구발전연구원의 명예회장을 맡았으며, 2010년 5월 서울대학교 야구부 감독에 선임되어 2020년까지 활동했다. 지도자 육성 기관인 서울대학교 스포츠과학 연구소 산하 베이스볼 아카데미의 공동 원장도 겸하며 2016년까지 원장을 맡았다.
서울대학교 야구부 감독에서 물러난 후에는 폐질환으로 투병하다가, 2025년 7월 2일에 타계했다.

## 출신 학교
- 대구초등학교
- 대구중학교
- 중앙고등학교 (대구상고에서 전학)
- 고려대학교 경영학과 학사

## 감독 경력
- 중앙고등학교 야구부 감독 : 1977년 - 1980년
- OB 베어스 2군 감독 : 1985년 1월 19일 - 1988년
- OB 베어스 감독 : 1988년 - 1992년
- LG 트윈스 감독 : 1991년 - 1996년, 2002년 11월 - 2003년 10월
- 한화 이글스 감독 : 2000년 11월 - 2002년 11월
- LG 트윈스 2군 감독 : 2003년 10월 - 2005년 10월
- 우리 히어로즈/ 히어로즈 감독 : 2008년 1월 - 2008년 10월
- 서울대학교 야구부 감독 : 2010년 5월 - 2020년

## 등번호
- 90 - OB 베어스
- 77 - LG 트윈스, 한화 이글스, 우리 히어로즈/ 히어로즈, 서울대학교 야구부
- 72 - OB 베어스